# Химна Сенегала
Црвени лав (фр. Le Lion rouge), позната и под називом Pincez tous vos koras, frappez les balafons, је национална химна Сенегала, прихваћена 1960. године. Текстописац химне је први председник Сенегала и песник Леополд Седар Сенгор док је музику компоновао француски етномузиколог Херберт Пепер.

## Текст нафранцуском
Pincez tous vos koras, frappez les balafons.
Le lion rouge a rugi.
Le dompteur de la brousse
D'un bond s'est élancé,
Dissipant les ténèbres.
Soleil sur nos terreurs, soleil sur notre espoir.
Debout, frères, voici l'Afrique rassemblée
Refrain:
Fibres de mon cœur vert.
Épaule contre épaule, mes plus que frères,
O Sénégalais, debout !
Unissons la mer et les sources, unissons la steppe et la forêt !
Salut Afrique mère, salut Afrique mère.
Sénégal toi le fils de l'écume du lion,
Toi surgi de la nuit au galop des chevaux,
Rend-nous, oh ! rends-nous l'honneur de nos ancêtres,
Splendides comme ébène et forts comme le muscle
Nous disons droits – l'épée n'a pas une bavure.
Refrain
Sénégal, nous faisons nôtre ton grand dessein :
Rassembler les poussins à l'abri des milans
Pour en faire, de l'est à l'ouest, du nord au sud,
Dressé, un même peuple, un peuple sans couture
Mais un peuple tourné vers tous les vents du monde.
Refrain
Sénégal, comme toi, comme tous nos héros,
Nous serons durs sans haine et des deux bras ouverts.
L'épée, nous la mettrons dans la paix du fourreau,
Car le travail sera notre arme et la parole.
Le Bantou est un frère, et l'Arabe et le Blanc.
Refrain
Mais que si l'ennemi incendie nos frontières
Nous serons tous dressés et les armes au poing :
Un peuple dans sa foi défiant tous les malheurs,
Les jeunes et les vieux, les hommes et les femmes.
La mort, oui ! Nous disons la mort, mais pas la honte.
Refrain